# ريك كوك
ريك كوك (بالإنجليزية: Rick Cook)‏ (1944)؛ كاتب وروائي أمريكي، اشتهر بسلسلة رواياته الفنتازية، خاصة سلسلة ويزردري.